# 頭ヶ島天主堂
頭ヶ島天主堂（かしらがしまてんしゅどう）は、長崎県南松浦郡新上五島町の頭ヶ島にあるキリスト教（カトリック教会）の聖堂である。2001年（平成13年）に国の重要文化財に指定されており、ユネスコの世界遺産（文化遺産）候補で2018年に登録審査が決まり、同年6月30日に登録が決まった「長崎と天草地方の潜伏キリシタン関連遺産」を構成する「頭ヶ島の集落」に包括される教会である。

## 教会の保護者
- 聖ヨゼフ

## 沿革
- 1869年（明治2年）頃 - キリシタン迫害を逃れ、中通島の鯛ノ浦の潜伏キリシタンが無人島だった頭ヶ島に移住
- 1887年（明治20年） - カトリックに復帰した信徒たちにより初代の聖堂建設
- 1919年（大正8年） - 1910年（明治43年）の着工から10年を費やし、現聖堂が完成[6]
- 2001年（平成13年）11月14日 - 国の重要文化財に指定[1][2]
- 2003年（平成15年）12月25日 - 境内地が重要文化財に追加指定される
- 2016年（平成26年） - 世界遺産としては「禁教期に焦点を絞るべき」との指摘をうけ推薦が一旦取り下げられ、対応が進められた結果再推薦は決まったが禁教期を象徴する「頭ヶ島の集落」に包括する扱いとなった
- 2018年（平成30年） - 世界遺産登録が決定[3][4]

## 建物の概要
- 構造：石造平屋
- 様式・意匠：ロマネスク調の教会堂で、平面は単廊式、天井はアーチやヴォールトを用いず、二重持送りのハンマー・ビーム架構で折り上げられている
- 設計・施工：鉄川与助

頭ヶ島教会は五島列島最東端で幕末までは無人島であった頭ヶ島に建てられた小規模な教会ではあるが、西日本唯一の、また日本全国でも珍しい石造の教会堂であり、その意匠も優れている。鉄川与助の設計・施工、大崎八重神父の指導により、島内の石を切り出し、積み上げて建設された。内観の造形は、船底天井と五島列島の椿を模した花装飾のレリーフと、青を基調とした華やかな雰囲気が美しい。教会堂のほかに司祭館と門柱が重要文化財の附（つけたり）指定となっており、土地（境内地）も2003年に重要文化財に追加指定されている。教会堂本体とともに付属建物・石垣・石段などが周囲の環境とともに良好に保存されている点が、文化財として高く評価されたものである。
主任司祭は常駐しておらず、カトリック鯛ノ浦教会の巡回教会となっている。

## 所在地
〒 857-4102 長崎県南松浦郡新上五島町友住郷638

### アクセス
- 有川港（中通島）から車で約20分
- 西肥バス有川港ターミナルから頭ヶ島天主堂行き終点下車（1日3本のみ運行）
- 2018年4月1日以降、入場者数及び車輌数を制限するために、繁忙期は天主堂がある白浜集落を見学する場合は上五島空港でシャトルバスに乗り換えなければならなかったが[7]、インフォメーションセンターが、天主堂近くに移設となったためシャトルバスは廃止され、現在はそのような乗り換えはない。